# Paradise (The Rasmus-låt)
"Paradise" är en låt av den finländska rockgruppen The Rasmus, utgiven som den första singeln från deras nionde album Dark Matters den 31 mars 2017. "Paradise" skrevs av bandmedlemmarna Lauri Ylönen och Pauli Rantasalmi tillsammans med Joy Deb, Linnea Deb och Anton Hård från den svenska låtskrivartrion The Family, som även producerade låten.

## Liveframträdanden
"Paradise" hade livepremiär på The Voice of Finland samma dag som singelsläppet, den 31 mars 2017. Bandet framförde även låten vid Sommarkrysset 2017.

## Musikvideo
Videon till låten regisserades av Gustav Olsson och hade premiär på Youtube den 6 maj 2017.

## Låtlistor och format
Digital nedladdning
1. "Paradise" – 3:29

Digital nedladdning
1. "Paradise (Joakim Molitor Remix)" – 3:15

7"-vinyl (begränsad upplaga på 300 exemplar)
1. "Paradise" – 4:13
2. "Teardrops" – 3:15